# Antanas Juodvalkis
Antanas Juodvalkis (* 5. Dezember 1937 in Suginčiai, Wolost Kuktiškės, jetzt Rajongemeinde Molėtai) ist ein litauischer Forstwissenschaftler.

## Leben
Nach dem Abitur 1955 an der 1. Mittelschule Utena absolvierte Juodvalkis 1960 das Diplomstudium des Forstwirtschaftsingenieurwesens an der Lietuvos žemės ūkio akademija und arbeitete von 1960 bis 1988 am Lietuvos miškų ūkio mokslinio tyrimo institutas als wissenschaftlicher Mitarbeiter und als oberster wissenschaftlicher Mitarbeiter. 1982 promovierte Juodvalkis und ab 1988 lehrte an der Lietuvos žemės ūkio akademija (ab 1996  Lietuvos žemės ūkio universitetas). Von 1993 bis 2004 war er Prorektor und ab 1988 lehrte als Professor. 1989 war er Vizepräsident von Lietuvos miškininkų sąjunga.

## Auszeichnungen
- 2005: Lietuvos mokslo premija (mit anderen)